# Смеура
Смеура (рум. Smeura) — село у повіті Арджеш в Румунії. Входить до складу комуни Мошоая.
Село розташоване на відстані 109 км на північний захід від Бухареста, 3 км на південний захід від Пітешть, 98 км на північний схід від Крайови, 109 км на південний захід від Брашова.

## Населення
За даними перепису населення 2002 року у селі проживали 1211 осіб. Рідною мовою 1203 особи (99,3%) назвали румунську.
Національний склад населення села:
| Національність | Кількість осіб | Відсоток |
| -------------- | -------------- | -------- |
| румуни         | 1184           | 97,8%    |
| цигани         | 23             | 1,9%     |